# Helmut Gregert
Helmut Gregert (* 5. November 1945 in Behle, Pommern) ist ein deutscher Politiker (CDU). Er war von 2002 bis 2009 Mitglied des Sächsischen Landtages.

## Leben und Beruf
Helmut Gregert schloss seine Schullaufbahn nach der 10. Klasse ab und machte von 1962 bis 1965 eine Lehre als Kfz-Schlosser. Er arbeitet in seinem Beruf bis April 1966 bei der PGH Wingendorf-Pirna und von 1967 bis 1984 bei der VEB Stadtwirtschaft Pirna. Dort war er von 1985 bis 1988 als Stellvertretender Werkstattleiter und von 1989 bis 1992 Einsatzleiter. Ab Juli 1990 wurde der VEB in die Nehlsen Entsorgung GmbH umgewandelt.
Von 1993 bis 1998 fungierte Helmut Gregert als Regionalgeschäftsführer des CDU-Landesverbandes Sachsen. Einige Monate im Jahr 1998 war er arbeitssuchend. Es folgten von Oktober 1998 bis Dezember 1999 eine Tätigkeit bei der Objektbetreuung Raumpflege Pirna GmbH als Einsatzkoordinator. Im Jahr 2000 war er wieder einige Monate arbeitssuchend. Von April 2000 bis Juni 2001 wurde er Koordinator für Außendienst/ABM bei der Stadtverwaltung Pirna. Von 2001 bis 2002 war er bei der Sparkasse Freital-Pirna tätig.
Er ist verheiratet, hat zwei Kinder und gehört der römisch-katholischen Kirche an.

## Politik
Helmut Gregert ist seit 1990 Mitglied der CDU und ist seit 1999 Mitglied des Kreisvorstandes Sächsische Schweiz. Für seine Partei saß er von 1990 bis 1994 im Stadtparlament Pirna und war von 1994 bis 1999 Mitglied des Kreistags Sächsische Schweiz.
Im September 2002 rückte Gregert für Peter Jahr, der in den Deutschen Bundestag wechselte, in den Sächsischen Landtag nach. Bei der Wahl 2004 holte er das Direktmandat im Wahlkreis Sächsische Schweiz 1 (Wahlkreis 49) und war während der 4. Wahlperiode (2004–2009) Mitglied im Ausschuss für Umwelt und Landwirtschaft sowie in beiden Untersuchungsausschüssen. Nach der Wahl 2009 schied Gregert aus dem Landtag aus.
Neben seiner parteipolitischen Arbeit ist er als Vorsitzender der Kolpingsfamilie Pirna engagiert.